# Anterhynchium uncatum
Anterhynchium uncatum är en stekelart som först beskrevs av Albert Tullgren 1904.  Anterhynchium uncatum ingår i släktet Anterhynchium och familjen Eumenidae. Utöver nominatformen finns också underarten A. u. bugandanum.